# بیرگیتس
بیرگیتس (به آلمانی: Birgitz) یک منطقهٔ مسکونی در اتریش است که در اینسبروک لند واقع شده‌است. بیرگیتس ۴٫۷۸ کیلومتر مربع مساحت دارد ۸۵۹ متر بالاتر از سطح دریا واقع شده‌است.